# Donald Bruce Redford
Donald Bruce Redford (* 2. September 1934; † 18. Oktober 2024) war ein kanadischer Ägyptologe und Professor für Classics and Ancient Mediterranean Studies and Histories an der Pennsylvania State University. 

## Leben, Karriere, Leistungen
Redford studierte an der McGill University und der University of Toronto. Er leitete verschiedene wichtige Ausgrabungen, insbesondere in Karnak und Mendes. Ab 1975 leitete er außerdem das Akhenaten Temple Project, das sich unter anderem zum Ziel setzt, die Anordnung der Talatat-Blöcke, aus denen die Tempel und Gebäude in der Amarna-Zeit insbesondere unter Echnaton errichtet wurden, in ihrer Anordnung zu rekonstruieren.
1993 gewann Redford den Preis für das beste wissenschaftliche Buch in der Archäologie der Biblical Archaeology Society für sein Werk Egypt, Canaan, and Israel in Ancient Times. In diesem Buch argumentiert er, dass die Hyksos-Erfahrung zur zentralen Grundlage von Mythen in der kanaanäischen Kultur wurde, die zur Erzählung von Moses führten. Außerdem argumentiert er, dass die topografischen Details in der Exodus-Erzählung die Situation Ägyptens während der 26. Dynastie darstellten. Somit seien den Verfassern des Exodus keine früheren Quellen als jene des 7. Jh. v. Chr. zur Verfügung gestanden.
Redford war mit Susan Redford verheiratet, die ebenfalls Ägyptologin ist.

## Schriften
- History and Chronology of the Eighteenth Dynasty of Egypt. Seven Studies (= Near and Middle East Series. 3, ISSN 0077-6300). Toronto University Press, Toronto 1967.
- A Study of the Biblical Story of Joseph (Gen 37–50) (= Vetus Testamentum. Supplements to Vetus Testamentum. 20). Brill, Leiden 1970.
- Akhenaten. The Heretic King. Princeton University Press, Princeton NJ 1984, ISBN 0-691-03567-9.
- Pharaonic King-Lists, Annals, and Day-Books. A Contribution to the Study of the Egyptian Sense of History (= SSEA Publication. 4). Benben Publications, Mississauga 1986, ISBN 0-920168-08-6.
- Egypt, Canaan, and Israel in Ancient Times. Princeton University Press, Princeton NJ 1992, ISBN 0-691-03606-3.
- als Herausgeber: The Oxford Encyclopedia of Ancient Egypt. 3 Bände. Oxford University Press, Oxford u. a. 2001, ISBN 0-19-510234-7.
- The Wars in Syria and Palestine of Thutmose III (= Culture and History of the Ancient Near East. 16). Brill, Leiden u. a. 2003, ISBN 90-04-12989-8.
- From Slave to Pharaoh. The Black Experience of Ancient Egypt. Johns Hopkins University Press, Baltimore MD u. a. 2004, ISBN 0-8018-7814-4.
- City of the Ram-Man. The Story of Ancient Mendes. Princeton University Press, Princeton NJ u. a. 2010, ISBN 978-0-691-14226-5.
- als Herausgeber: The Oxford Essential Guide to Egyptian Mythology. Berkley Books, New York NY 2003, ISBN 0-425-19096-X.